# Bahnstrecke Kinnared–Fegen
| Streckenlänge: | 11,52 km             |                                           |                                           |
| Spurweite: | 1435 mm (Normalspur) |                                           |                                           |
| Maximale Neigung: | 16,67 ‰              |                                           |                                           |
| Minimaler Radius: | 300 m                |                                           |                                           |
| Streckengeschwindigkeit: | 27 km/h              |                                           |                                           |
| |                      |                                           |                                           |
| \| \| \| Bahnstrecke Fegen–Ätran von Ätran \| \| \| \| 11,52 \| Fegen \| Fegen \| \| \| 8,60 \| Skogsgärde \| Skogsgärde \| \| \| 6,00 \| Ballabo \| Ballabo \| \| \| 3,20 \| Åhylte \| Åhylte \| \| \| \| Österån \| \| \| \| \| Vesterån \| \| \| \| \| Bahnstrecke Halmstad–Nässjö von Värnamo \| \| \| \| 0,00 \| Kinnared (ehem. Bf.) \| Kinnared (ehem. Bf.) \| \| \| \| Bahnstrecke Halmstad–Nässjö nach Halmstad \| \| |                      |                                           |                                           |
| Strecke (außer Betrieb) |                      | Bahnstrecke Fegen–Ätran von Ätran         | Bahnstrecke Fegen–Ätran von Ätran         |
| Bahnhof (Strecke außer Betrieb) | 11,52                | Fegen                                     | Fegen                                     |
| Haltepunkt / Haltestelle (Strecke außer Betrieb) | 8,60                 | Skogsgärde                                | Skogsgärde                                |
| Haltepunkt / Haltestelle (Strecke außer Betrieb) | 6,00                 | Ballabo                                   | Ballabo                                   |
| Bahnhof (Strecke außer Betrieb) | 3,20                 | Åhylte                                    | Åhylte                                    |
| Brücke über Wasserlauf (Strecke außer Betrieb) |                      | Österån                                   | Österån                                   |
| Brücke über Wasserlauf (Strecke außer Betrieb) |                      | Vesterån                                  | Vesterån                                  |
| Abzweig ehemals geradeaus und von links |                      | Bahnstrecke Halmstad–Nässjö von Värnamo   | Bahnstrecke Halmstad–Nässjö von Värnamo   |
| Haltepunkt / Haltestelle | 0,00                 | Kinnared (ehem. Bf.)                      | Kinnared (ehem. Bf.)                      |
| Strecke |                      | Bahnstrecke Halmstad–Nässjö nach Halmstad | Bahnstrecke Halmstad–Nässjö nach Halmstad |

Die Bahnstrecke Kinnared–Fegen (Kinnared–Fegens Järnväg) war eine 11,52 Kilometer lange normalspurige Bahnstrecke in Schweden.

## Geschichte
Für die Eisenbahnstrecke wurde am 21. Juli 1876 nach einer Anfrage von mehreren Interessenten eine Konzession erteilt. Diese beschrieb eine normalspurige Bahnstrecke von Kinnared über Fegen und Ullared nach Varberg. Da aber der Bau dieser Strecke nie begonnen wurde, erlosch diese Konzession. Später beantragten weitere Interessenten, geführt von dem Fabrikanten Wilhelm Wallberg, eine neue Konzession. Diese am 18. Januar 1884 bewilligte Genehmigung für den Bahnbau übernahm Wilhelm Wallberg am 27. November 1884, der dann in Eigenregie die Strecke zwischen Kinnared und Fegen errichtete.
Die 11,52 Kilometer lange Strecke wurde am 3. September 1885 für den allgemeinen Verkehr eröffnet. Die Betriebsführung übernahm die Halmstad–Nässjö Järnvägsaktiebolag (HNJ). Für die Strecke wurden Schienen mit einem Metergewicht von 22,5 kg/m verwendet. Die größte Steigung betrug 16,67 Promille, der geringste Krümmungsradius auf dem Hauptgleis betrug 300 Meter und es durfte mit einer Höchstgeschwindigkeit von 27 km/h gefahren werden.
Am 29. März 1886 wurde die Kinnared–Fegens Järnväg (KFJ) für 360.000 Kronen an die Halmstad–Nässjö Järnvägar (HNJ) verkauft.
Im Rahmen der allgemeinen Eisenbahnverstaatlichung ging die HJN und damit diese Strecke am 1. Juli 1945 in Staatsbesitz über, die Betriebsführung übernahmen Statens Järnvägar.
Der Gesamtverkehr wurde am 1. Februar 1961 eingestellt.